# Niki Jenkins
Nichole "Niki" Jenkins-Adams (ur. 27 lipca 1973) – kanadyjska judoczka. Olimpijka z Atlanty 1996, gdzie zajęła trzynaste miejsce w wadze półciężkiej.
Uczestniczka mistrzostw świata w 1993, 1995 i 1999. Startowała w Pucharze Świata w latach 1992, 1995, 1996, 1998 i 1999. Srebrna medalistka igrzysk panamerykańskich w 1999. Zdobyła trzy medale na mistrzostwach panamerykańskich w latach 1994 - 1998. Siedmiokrotna złota medalistka mistrzostw Kanady w latach 1993-1999.
Jest żoną Neila Adamsa, brytyjskiego judoki, trzykrotnego olimpijczyka i dwukrotnego medalisty.

## Letnie Igrzyska Olimpijskie 1996
| Konkurencja | Eliminacje            | Repasaże              | Klas. końcowa |
| Konkurencja | Przeciwnik I          | Przeciwnik I          | Miejsce       |
| ----------- | --------------------- | --------------------- | ------------- |
| 72 kg       | Estha Essombe (FRA) P | Diadenis Luna (CUB) P | 13.           |